# 163rd Street-Amsterdam Avenue
163rd Street-Amsterdam Avenue is een station van de metro van New York aan de Eighth Avenue Line in het stadsdeel Manhattan. De lijnen  maken gebruik van dit station.
 ·  ·  ·  ·  ·  ·  ·  ·  · 